# Ivan Corwin

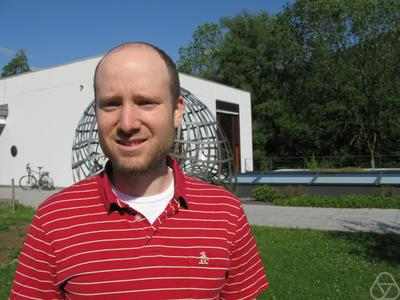
Ivan Corwin

Ivan Zachary Corwin (* 24. Mai 1984 in Poughkeepsie) ist ein US-amerikanischer Mathematiker.
Corwin studierte ab 2002 an der Harvard University mit dem Bachelor-Abschluss magna cum laude in Mathematik 2006 und wurde 2011 am Courant-Institut der New York University bei Gérard Ben Arous promoviert (Dissertation: The Kardar-Parisi-Zhang Equation and Universality Class).  Als Post-Doktorand war er als erster Schramm Memorial Fellow bei Microsoft Research und 2012 bis 2014 Moore Instructor am Massachusetts Institute of Technology. 2013 wurde er Associate Professor und 2017 Professor an der Columbia University. 2014/15 war er Gastprofessor an der Universität Paris VI (Pierre et Marie Curie) und war Poincaré Gastprofessor am Institut Henri Poincaré. Außerdem war er 2012 bis 2016 Clay Research Fellow.
Er befasst sich mit Wahrscheinlichkeitstheorie und statistischer Physik, integrablen Quantensystemen, stochastischen Differentialgleichungen und Zufallsmatrizen und ist insbesondere für Arbeiten zur Kardar-Parisi-Zhang-Gleichung (KPZ-Gleichung, nach Mehran Kardar, Giorgio Parisi, Yi-Cheng Zhang), einer nichtlinearen stochastischen partiellen Differentialgleichung ursprünglich zur Beschreibung der zufällig fluktuierenden Grenzfläche zweier Medien, und deren Universalitätsklassen. Das Forschungsthema war schon wesentlicher Bestandteil der Verleihung der Fields-Medaille an Martin Hairer.
2014 wurde er Packard Fellow und erhielt den Rollo-Davidson-Preis. 2014 war er eingeladener Sprecher auf dem Internationalen Mathematikerkongress in Seoul (Macdonald processes, quantum integrable systems and the Kardar-Parisi-Zhang universality class). Für 2021 wurde Corwin der Loève-Preis zugesprochen.

## Schriften
- mit G. Ben Arous: Current fluctuations for TASEP: A proof of the Prähofer--Spohn conjecture, Annals of Probability, Band 39, 2011, S. 104–138, Arxiv
- The Kardar–Parisi–Zhang equation and universality class, Random Matrices, Band 1, 2012, Heft 1, Arxiv
- mit G. Amir, J. Quastel: Probability distribution of the free energy of the continuum directed random polymer in 1+ 1 dimensions, Communications on Pure and Applied Mathematics, Band 64, 2011, S. 466, Arxiv
- mit Alexei Borodin: Macdonald processes, Probability Theory and Related Fields, Band  158, 2014, S. 225–400, Arxiv
- mit Alexei Borodin, Tomohiro Sasamoto: From duality to determinants for q-TASEP and ASEP, Annals of Probability, Band 42, 2014, S. 2314–2382, Arxiv
- mit Jeremy Quastel, Daniel Remenik: Renormalization fixed point of the KPZ universality class, Journal of Statistical Physics, Band 160, 2015, S. 815–834, Arxiv
- mit A. Borodin, V. Gorin: Stochastic six-vertex model, Duke Math. J., Band 165, 2016, S. 563–624, Arxiv
- Kardar-Parisi-Zhang Universality, Notices AMS, März 2016, Arxiv